# Życie i cała reszta
Życie i cała reszta (ang. Anything Else) – amerykańsko-brytyjsko-francusko-holenderski komediodramat z 2003 roku w reżyserii Woody’ego Allena.

## Opis fabuły
Jerry Falk jest początkującym pisarzem, mieszkającym w Nowym Jorku. Przeżywa liczne rozterki. Jest ślepo zakochany w Amandzie Chase. Dziewczyna to histeryczna, nieziemsko piękna femme fatale. Amanda zamieszkała z nim i kompletnie sobie go podporządkowała. Jerry czuje się także zobowiązany wobec swojego jedynego agenta, dzięki któremu zadebiutował, a z którym jednak nie może rozwijać się do końca tak, jakby sobie sam tego życzył. Na domiar złego, do jego zbyt ciasnego mieszkania Amanda sprowadza swoją matkę. Główny bohater odczuwa więc gwałtowną potrzebę zmiany, lecz nie wie jak sobie z tym poradzić. Powiernikami jego problemów są jego pozbawiony krzty empatii, bezduszny i zimny jak bryła lodu psychoanalityk, oraz starszy kolega po fachu, ekscentryczny mężczyzna po przejściach, David Dobel.

## Główne role
- Jason Biggs – Jerry Falk
- Christina Ricci – Amanda Chase
- Woody Allen – David Dobel
- Stockard Channing – Paula Chase
- Danny DeVito – Harvey Wexler
- David Conrad – dr Phil Reed